# انجمن سری آزادی‌خواهان
انجمن سری آزادی‌خواهان گروهی متشکل از هواداران ایجاد حکومت مشروطه در ایران بود که بیشتر اعضاء آن را کاشانیان مقیم تهران تشکیل می‌دادند. شیخ یحیی کاشانی، سید حسن حبل‌المتین، عبدالعلی موبد بیدگلی کاشانی، سید محمد احمدی کاشانی، احمد خاوری کاشانی و حیدر لطیفیان از مهمترین اعضای این انجمن بودند.

## افشای انجمن و دستگیری اعضا
این گروه در نهایت با تدابیر علی‌اصغرخان اتابک از هم پاشیده، ماهیت آن افشاء و اعضای آن شناخته شده و به حبس و تبعید گرفتار شدند. در شب‌نامه‌ای که به اقامتگاه سلطان انداخته شد و به لو رفتن انجمن انجامید، علاوه بر مقاله‌ای تند و انتقادی از شیخ یحیی شعری از خاوری خطاب به اتابک نیز وجود داشت که در پایان آن می‌گفت:
| داس غیرت چو شود در کف ملت ظاهر |  | پاک از لوث وجود تو کند بستان را  |
| کاسه‌لیسی تو از روس ندارد ثمری  |  | کین سیه‌کاسه در آخر بکشد مهمان را |